# 南本頓鎮區 (密蘇里州達拉斯縣)
南本頓鎮區（英語：South Benton Township）是位於美國密蘇里州達拉斯縣的一個行政鎮區。

## 地方資料
南本頓鎮區的面積為99.62平方千米，當中陸地面積為99.11平方千米，而水域面積為0.51平方千米。根據2020年美國人口普查的數據，當地共有人口2453人，而人口密度為每平方千米24.62人。